# Péninsule de Paracas
Pour les articles homonymes, voir Paracas.

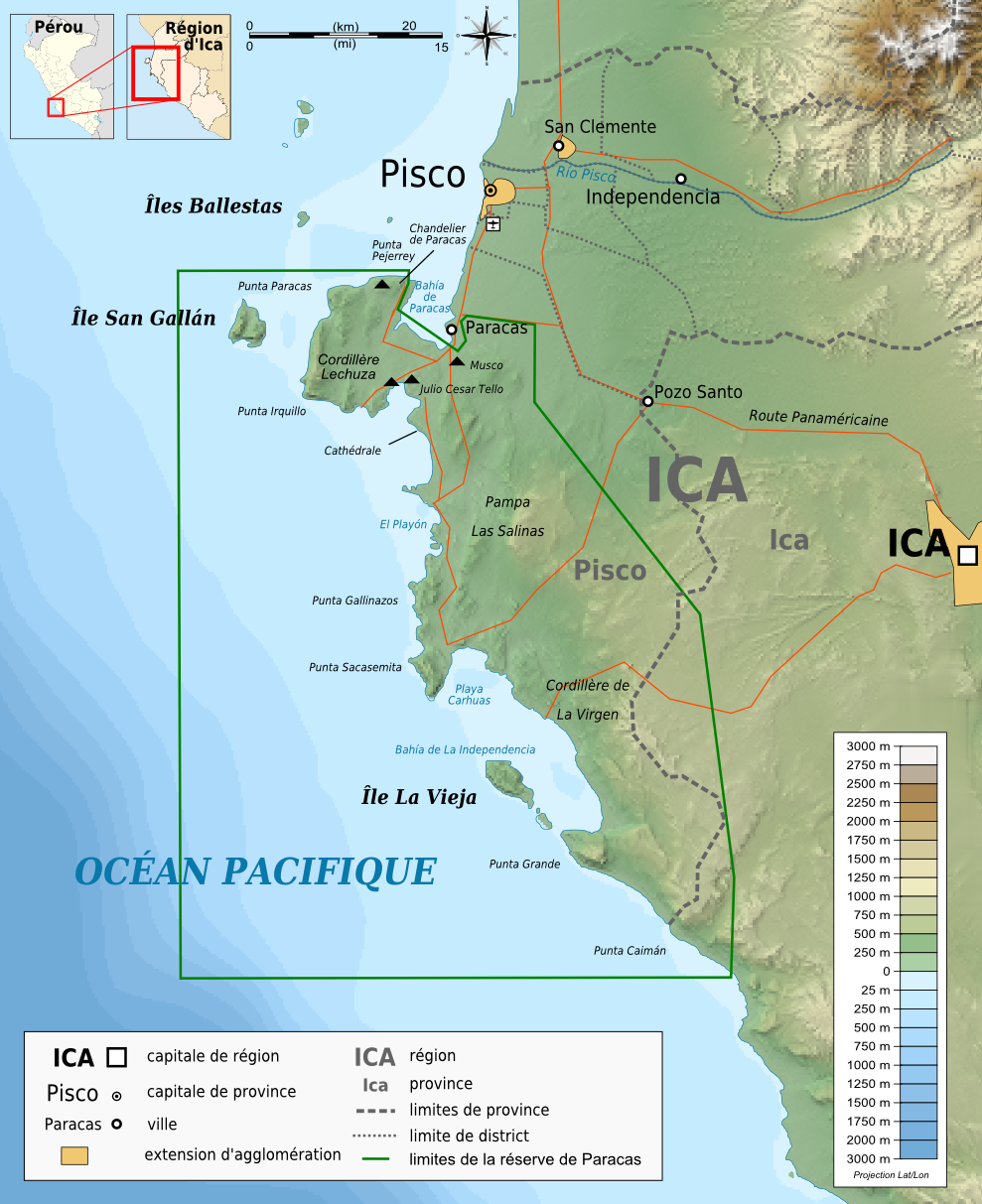
Carte incluant la péninsule, dans la réserve nationale de Paracas.

La péninsule de Paracas est une péninsule désertique située à 200 km au sud de Lima au Pérou,
qui fait partie du district de Paracas, de la province de Pisco et de la région d'Ica.
Entre 800 av. J.-C. et 200 apr. J.-C., elle abritait la civilisation précolombienne de Paracas.